# Josep Ilario
Josep Ilario Font, (Sabadell, 1936) es un editor català.

## Biografia
Va estudiar periodisme a l'Escola de Barcelona, per seguidament entrar a treballar a editorial Bruguera on hi va estar des de 1959 fins a 1968. A partir de llavors com a editor endegaria tot un plegat de revistes. Va fer el disseny editorial de publicacions com Bocaccio, Barrabás, Por Favor, Interviú o El Jueves.